# Gröne skog
Gröne skog är ett naturreservat inom Kinnekulle naturvårdsområde i Götene kommun i Västergötland.
Området är skyddat sedan 2007 och omfattar 36 hektar. Det är beläget på västra Kinnekulle ca 2 km söder om Råbäcks säteri. 

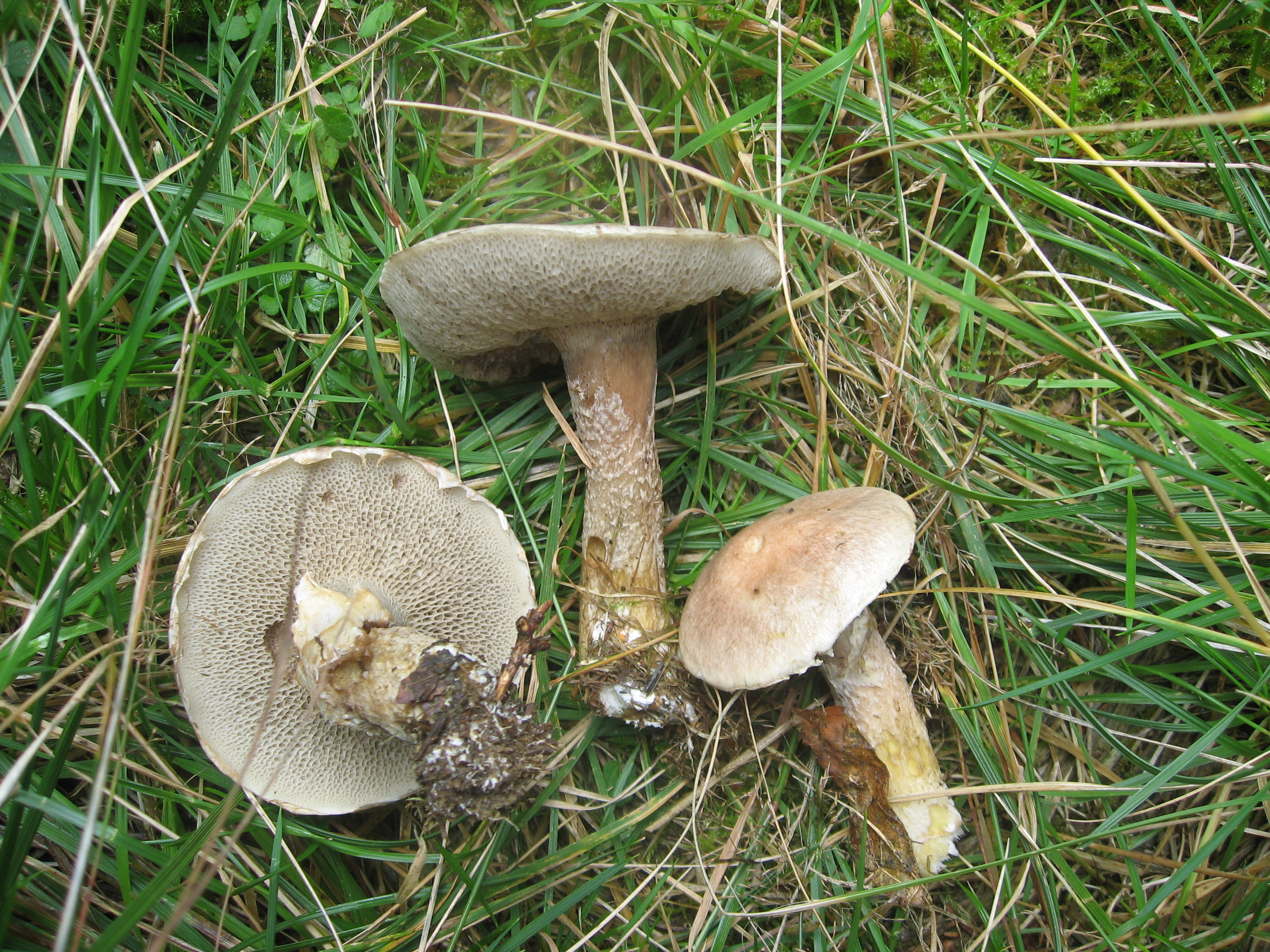
Grå lärksopp

I området finns rester efter kalkbrott som avvecklades på 1950-talet. Området är mycket rikt på nakna block och kalkstensväggar. I detta karga område trivs ormbunkar varav svartbräken, stenbräken och kalkbräken nämns. Här finns också en ovanlig mossa, styv kalkmossa såväl som andra mossor och en mängd olika lavar.
I naturreservatet finns även barrskog, tall, gran och lärk. I denna växer de ovanliga svamparna, lärkmusseron och grå lärksopp.
Skagens naturreservat ingår i EU:s nätverk av skyddade områden, Natura 2000.